# Kostel Panny Marie Královny (Hrušovany u Brna)
Kostel Panny Marie Královny je římskokatolický chrám v obci Hrušovany u Brna v okrese Brno-venkov.
Hrušovanský nadační fond pro výstavbu kostela vznikl v roce 1997, tentýž rok také papež Jan Pavel II. požehnal základní kámen chrámu při mši Letenské pláni v Praze. Samotná stavba kostela podle projektu brněnské architektky Ley Vojtové byla zahájena v roce 2000, během toho roku byla realizována hrubá stavba lodi. V roce 2001 ji následovala věž, do níž byl o rok později slavnostně nainstalován zvon. Chrám byl dokončen v roce 2004, vysvěcen byl brněnským biskupem Vojtěchem Cikrlem 21. srpna 2004. Vnitřní vybavení navrhl architekt Jiljí Šindlar, celkové náklady na stavbu kostela dosáhly výše 12 milionů korun.
Je filiálním kostelem židlochovické farnosti.